# NGC 4415
NGC 4415 é uma galáxia espiral (S0-a) localizada na direcção da constelação de Virgo. Possui uma declinação de +08° 26' 10" e uma ascensão recta de 12 horas, 26 minutos e 40,5 segundos.
A galáxia NGC 4415 foi descoberta em 28 de Dezembro de 1785 por William Herschel.